# Gerd Mühlheußer
Gerd Mühlheußer (* 24. Januar 1972) ist ein deutscher Wirtschaftswissenschaftler.

## Leben
Nach dem Diplom 1998 in Wirtschaftswissenschaften an der Johann Wolfgang Goethe-Universität Frankfurt am Main und der Promotion bei Urs Schweizer und Georg Nöldeke in Bonn 2002 wurde er Professor in Bielefeld 2008 und für Volkswirtschaftslehre, insbesondere Mikroökonomie mit dem Schwerpunkt Industrieökonomik in Hamburg 2011.
Seine Forschungsschwerpunkte sind angewandte Mikroökonomie: Vertragstheorie, Industrieorganisation, Personal- und Organisationsökonomie, Recht und Ökonomie, Verhaltensökonomie, Sportökonomie und Umweltökonomie.

## Schriften (Auswahl)
- mit Lydia Mechtenberg und Andreas Roider: Whistle-blower protection. Theory and experimental evidence. Bonn 2017.
- mit Berno Büchel und Eberhard Feess: Optimal law enforcement with sophisticated and naive offenders. München 2018.
- mit Herbert Dawid: Smart products. Liability, timing of market introduction, and investments in product safety. München 2019.
- mit Eberhard Feess und Florian Kerzenmacher: Moral transgressions by groups: what drives individual voting behavior?. Bonn 2020.